# Torres del Mas d'en Ramon
Les Torres del Mas de Ramon és una obra del municipi de Vila-seca (Tarragonès) declarada bé cultural d'interès nacional.

## Descripció
Es tracta d'un mas situat prop del terme municipal de Cambrils, totalment enrunat. És curiosa la presència de dues torres en un mateix conjunt. El mas està situat als límits del terme municipal de Cambrils, vora la carretera de València.
Una de les torres és rodona i l'altra quadrada. La rodona té un diàmetre interior de 5 m, amb un gruix de paret d'un metre. A l'est hi ha les restes de dues portes, una a la planta baixa, allindanada, i l'altra a sobre. A la llinda hi ha dues volades, romanalles de dues mènsules, freqüent en les torres tarragonines, que servien de suport del pont que comunicava la torre amb la masia al segle xvii. A pocs metres hi ha la torre quadrada, pitjor conservada. Fa 5,8 x 5,8 m i els murs tenen 90 cm de gruix. La planta baixa té porta amb arc i soterrani de rajola vermella. Aquest soterrani servia de cup. La masia sofrí ampliacions i restauracions als segles XVII i XVIII.